# Władimir Kuźmiczow
Władimir Władimirowicz Kuźmiczow, ros. Владимир Владимирович Кузьмичёв (ur. 28 lipca 1979 w Moskwie, Rosyjska FSRR; zm. 24 września 2016 w Moskwie) – rosyjski piłkarz, grający na pozycji pomocnika a wcześniej napastnika,.

## Kariera piłkarska

### Kariera klubowa
Wychowanek Spartaka Moskwa, w drużynie rezerw którego w 1996 rozpoczął karierę piłkarską. Na początku 2000 przeszedł do Czernomorca Noworosyjsk, a w końcu sierpnia 2000 został zaproszony przez Walerego Łobanowskiego do Dynama Kijów. Kiedy letnie okno transferowe już zostało zamknięte, był zmuszony występować w drugiej drużynie Dynama, a 17 marca 2001 roku debiutował w Wyszczej Lidze w meczu z Krywbasem Krzywy Róg (4:2). Latem 2001 powrócił do Rosji, gdzie podpisał 5-letni kontrakt z CSKA Moskwa. Rozpoczął sezon w podstawowej jedenastce, ale potem coraz rzadziej wychodził na boisko i potem był wypożyczony do klubów Torpedo Moskwa, Spartak Nalczyk i Anży Machaczkała. Na początku 2006 przeniósł się do Kubania Krasnodar. W 2008 bronił barw Tereku Grozny, a po zakończeniu sezonu postanowił przenieść się bliżej domu. Jako wolny agent został piłkarzem Saturna Ramienskoje. Potem występował w klubach Dinamo Briańsk, FK Chimki, Sokoł Saratów i Witiaź Podolsk. W 2015 zakończył karierę piłkarską.
23 września 2016 zmarł w wyniku obrażeń w wypadku samochodowym w Moskwie.

### Kariera reprezentacyjna
W latach 2000–2001 występował w młodzieżowej reprezentacji Rosji.

## Sukcesy i odznaczenia

### Sukcesy klubowe
- mistrz Ukrainy: 2001
- wicemistrz Rosyjskiej Pierwszej Dywizji: 2005, 2006
- zdobywca Pucharu Rosji: 2002